# 五料関所

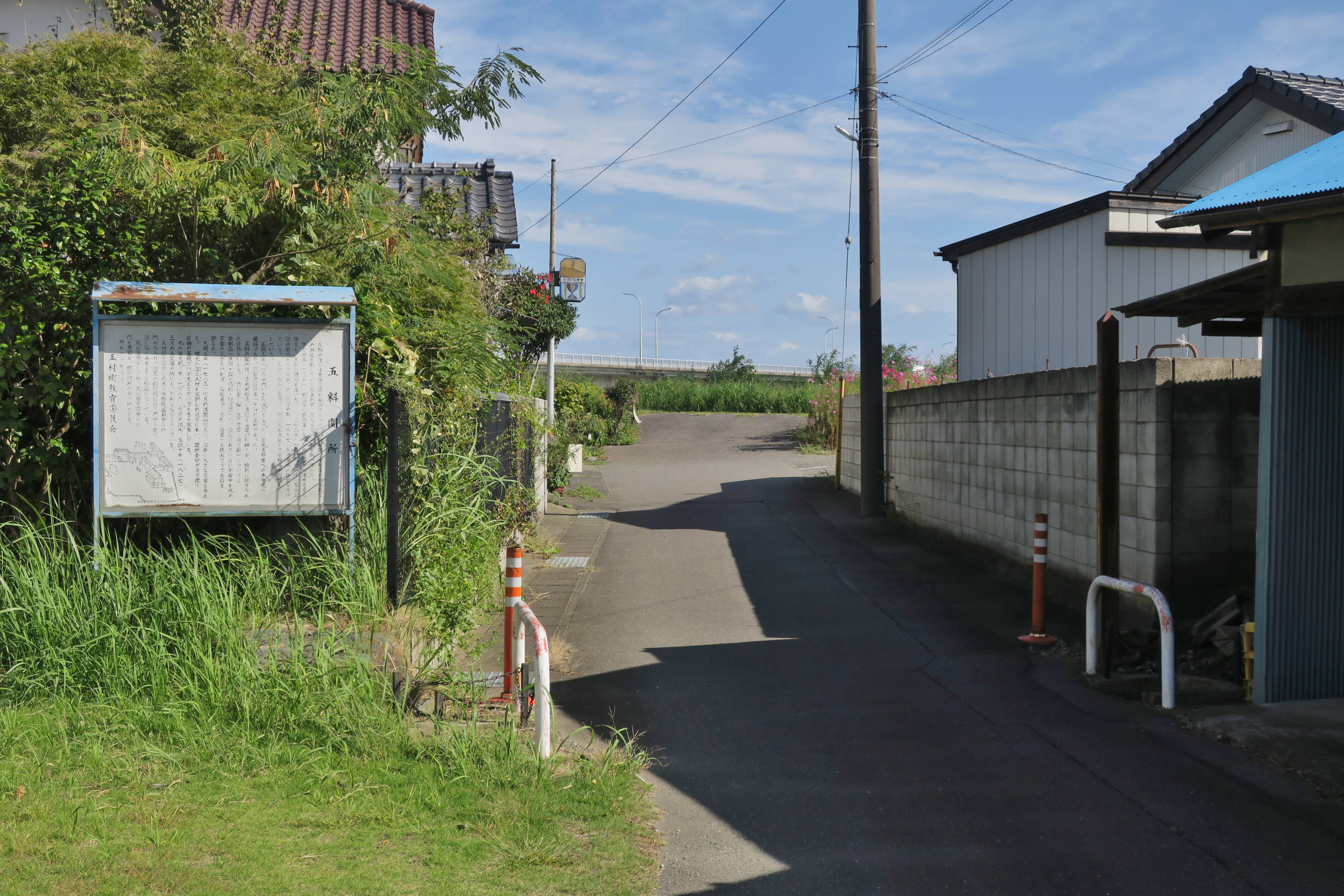
五料関所

五料関所（ごりょうせきしょ）は、江戸時代、倉賀野宿から日光へ向かう日光例幣使街道にあった関所。玉村宿から利根川を渡る五料に置かれていた。五料関所の位置は、現在の群馬県玉村町五料に相当する。

## 概要
五料関所は、江戸時代、例幣使街道に設置された関所である。中山道の倉賀野宿から例幣使街道へ分岐し、玉村宿を経て利根川に面する上野国五料に位置する。設置時期は諸説あるが、寛永13年（1636年）以前には設置されたものと考えられている。
関所の管理は前橋藩により行われていた。
元和2年（1616年）利根川・江戸川筋および渡良瀬川筋の16か所の定船場に対し、定め掟書が出され、女人および手負の者の取締が行われた。この16か所の中に五料も含まれている。五料関所の改めは、武具の検閲は厳しくなかったが、女人の通行改めは厳重に行われていた。
現在、五料関所跡は群馬県玉村町により町史跡に指定されている。

## 五料関所の設置

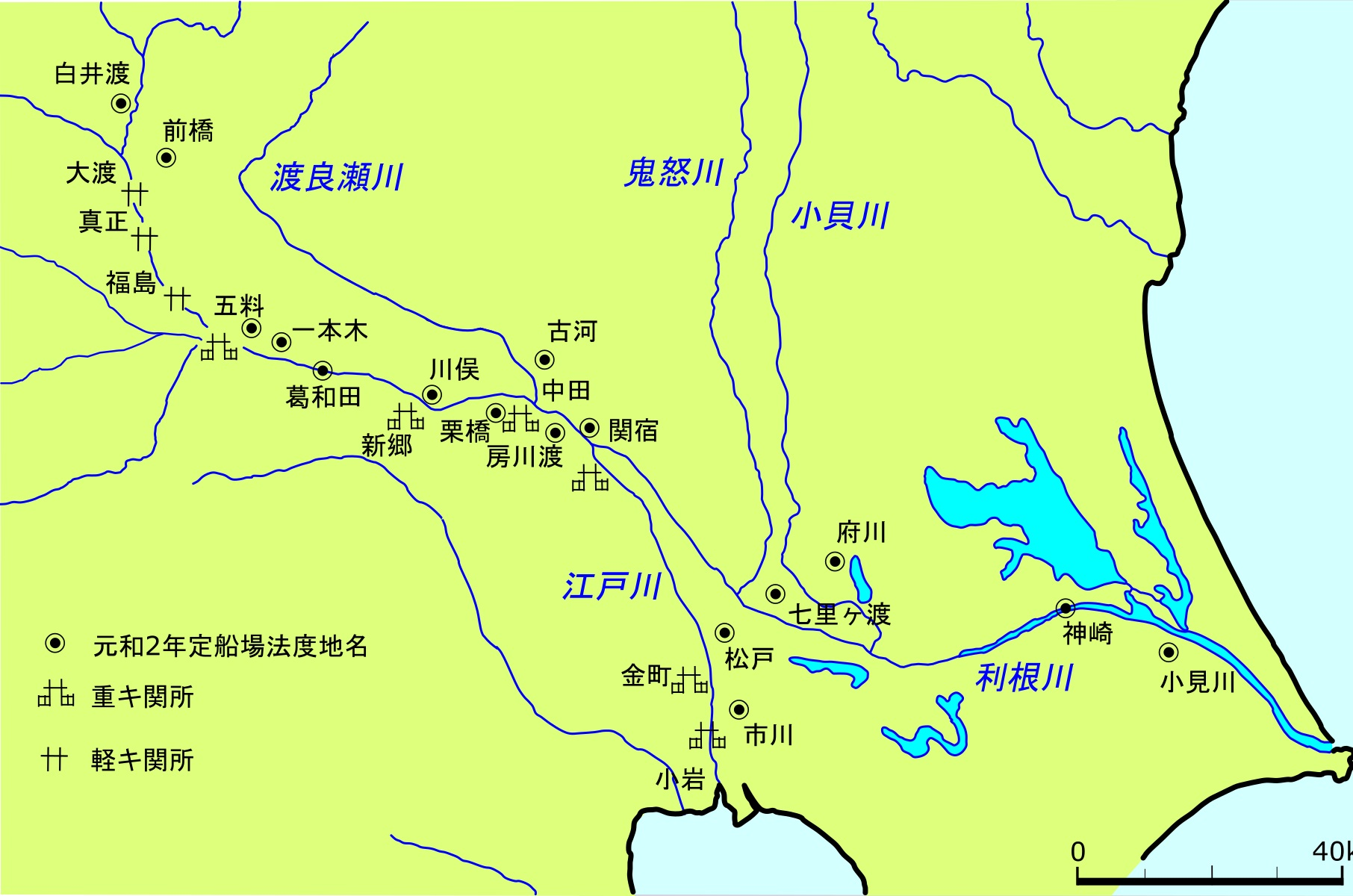
利根川・江戸川筋の関所配置

### 関所の設置
五料関所は、五料宿の東端の利根川に臨む位置に設けられた。明和元年（1764年）以来の「道中奉行管轄の街道として、重視された渡船場」という。
五料関所の設置時期には諸説あり、元禄10年（1697年）9月という説の他、元和2年(1616年)の「定船場法度」に定船場とあること、寛永13年（1636年）に幕府から五料に宛てられた「上野国五料の定」から、寛永13年以前には設置されたものと考えられている。
また、寛永8年（1631年）「幕閣の重臣連署のもとに、東国の各関所規定を出し、女・手負い・欠落者など怪しい者の取締りと、それを捕まえた者への褒賞が達せられた」。この規定書では、「箱根（東海道）・関宿（日光東往還）・小仏（甲州道中）などともに、小岩・市川（佐倉街道）、新郷・川俣（日光裏街道）、柴・五料（日光例幣使街道）、金町・松戸（水戸街道）、房川渡し中田（日光道中）」などの定船場が記されていた。

### 関所の管理
五料関所は、「前橋藩の管理」となり、「関番士は、藩士3名（番頭1・番士2名）が2か月交替の勤仕」であった。加えて、「五料宿の上下組の名主1名宛・組頭4，5名宛、それに長百姓や同宿在住の改女・船問屋等に出仕させていた」という。

## 五料関所の検閲
「江戸幕府が関所を設けた目的は、幕府の政策を維持して、破綻」しないようにしたものであり、「国内の治安警察権を行使するため」のものであった。
これらの関所は「諸国御関所書付」に記され、五料関所もその中に含まれている。
その中で、関所における検閲が記されており、女の通行に留守居証文を必要とすることが記されている。

### 定船場の掟書き
元和2年（1616年）徳川家康の死後に、関東河川の定船場（松戸・市川・川俣・房川渡他、16ヶ所）に定め掟書がだされた。江戸を出る女人と手負いの者は取り締まりを厳重にしていた。

### 入鉄炮出女
五料関所の改め（入鉄炮出女）は、武具の検閲は厳しくなく、他方女の通行改めは厳重であった。「武具の検閲はなく、鉄砲についても10挺以上の入鉄炮に老中証文が必要」であるが、鉄炮運搬には「比較的下級官吏の証文」で認められていた。
「女の通行改めは厳重で」、江戸からの出女は幕府留守居の証文を必要とした。上方から中山道を下り奥州への通過には「上方で所定の証文を取得して福島関所へ持参し、同所で碓氷関所への書替証文をもらい、さらに碓氷関所で五料関所への書替証文を」取得する必要があった。

## 関所の廃止と史跡指定
五料関所跡に関連する史跡には、「五料関所跡門柱礎石・井戸」があり、玉村町で町史跡に指定されている。

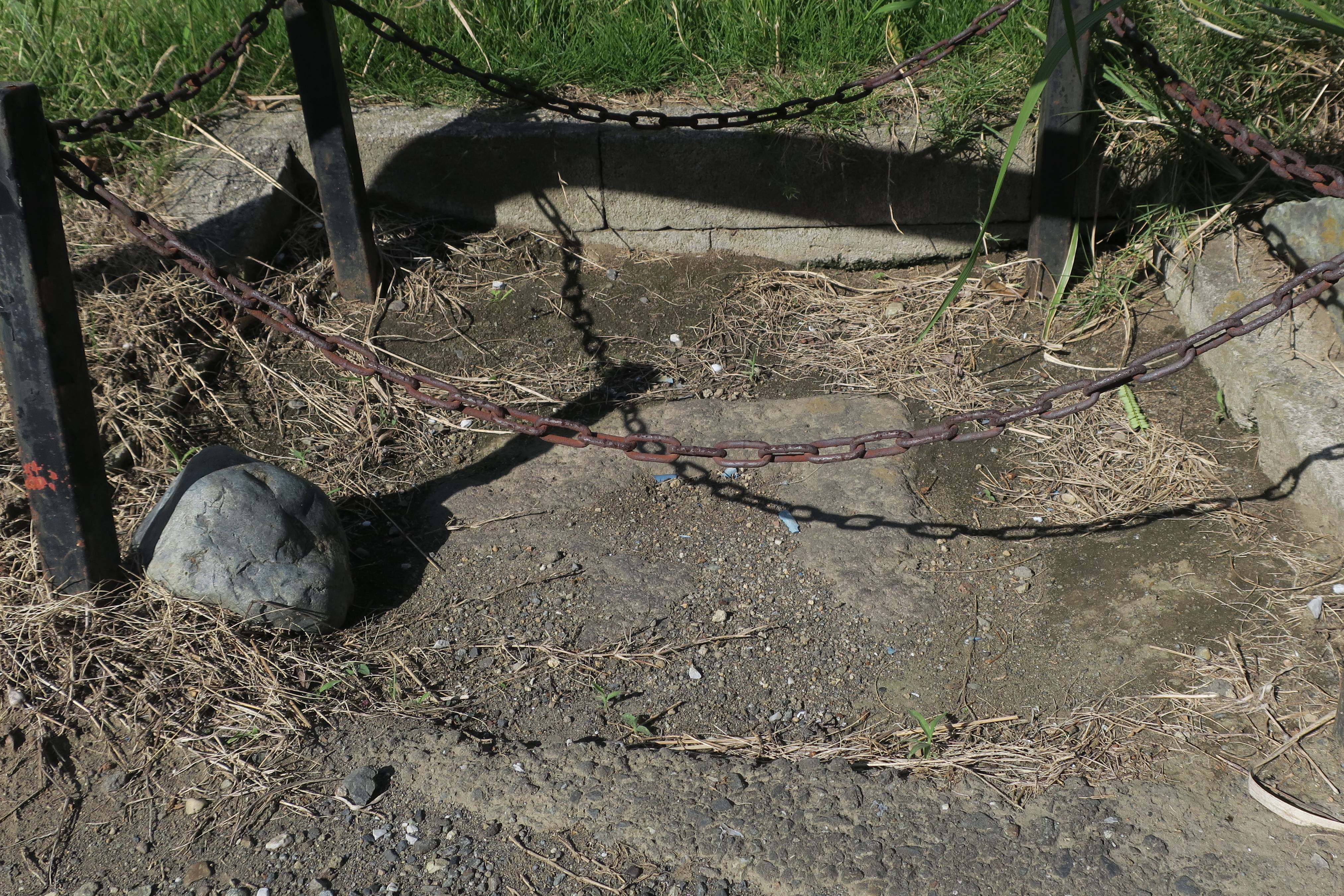
五料関所跡門柱礎石
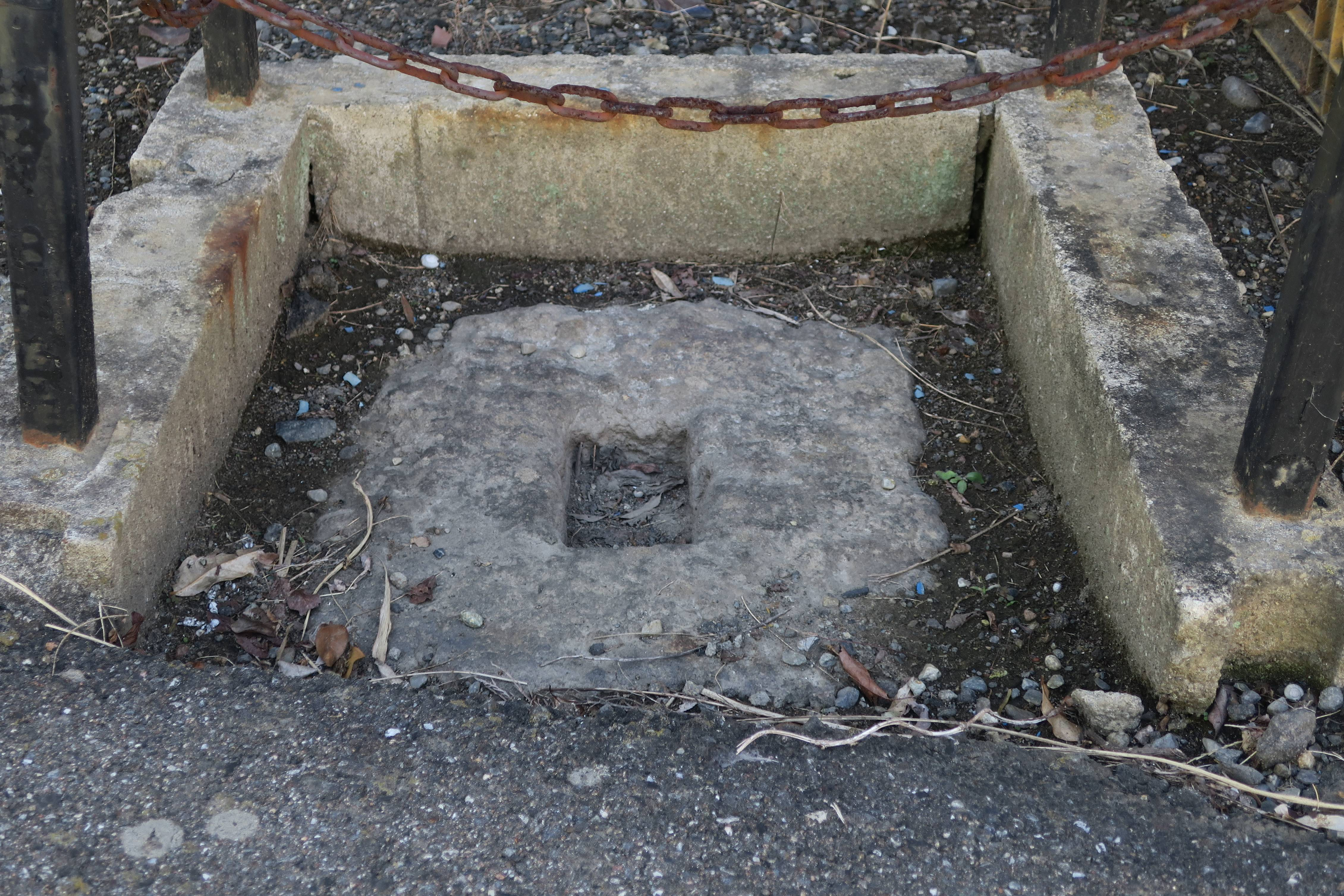
同

## 参考資料
文献
- 大島延次郎『改訂版　関所』、株式会社新人物往来社、1995年。
- 本間清利「第5章　交通と流通」、『新編　埼玉県史　通史編３　近世Ⅰ』、埼玉県、1988年、591-704頁。
- 渡辺和敏「関東における関所の位置と役割ー新郷・川俣関所を中心にー」『幕藩制社会の展開と関東』村上直編　吉川弘文社、1986年。
- 渡辺和敏「第三部　江戸幕府の関所政策」『近世交通制度の研究』吉川弘文館、1991年。

ウェブサイト
- 町史跡、玉村町、玉村町役場（群馬県佐波郡玉村町）、閲覧日2017年4月15日。